# Литовки
Литовки́ — село в Україні, у Берестинському районі Харківської області. Населення становить 362 осіб. Орган місцевого самоврядування — Станичненська сільська рада.

## Географія
Село Литовки знаходиться на відстані 1,5 км від річки Комишуваха (лівий берег). За 1,5 км розташоване село Винники. Поруч проходить автомобільна дорога Р51.

## Населення

### Мова
Розподіл населення за рідною мовою за даними перепису 2001 року:
| Мова       | Кількість | Відсоток |
| ---------- | --------- | -------- |
| українська | 315       | 87.02%   |
| російська  | 46        | 12.70%   |
| білоруська | 1         | 0.28%    |
| Усього     | 362       | 100%     |

## Об'єкти соціальної сфери
- Дитячий садочок.
- Школа.
- Фельдшерсько-акушерський пункт.